# Cradle to Cradle
Cradle to Cradle (talvolta abbreviato in C2C, in italiano "dalla culla alla culla") è un approccio alla progettazione di sistemi che consiste nell'adattare alla natura i modelli dell'industria, ovvero convertire i processi produttivi assimilando i materiali usati a elementi naturali, che devono quindi rigenerarsi.
L'appellativo vuole provocatoriamente opporsi al paradigma cradle to grave (in italiano "dalla culla alla tomba"), termine con cui si indicano i metodi di analisi del ciclo di vita (in inglese life cycle assessment o LCA) di prodotti, beni e servizi, per i quali si dà per scontato un percorso che termina con l'esaurimento della vita utile generando pertanto un rifiuto che andrà conferito, trattato, stoccato ed eventualmente riciclato. L'approccio cradle to cradle respinge il ricorso automatico e non ragionato a metodi LCA, e presuppone - ancor prima della fase di progettazione - analisi e riflessioni su come eliminare o ridurre al massimo l'ultima fase (la trasformazione in rifiuto) della vita di prodotti e beni.

## Descrizione
Il principio è che l'industria deve preservare e valorizzare gli ecosistemi e i cicli biologici della natura, pur mantenendo i cicli produttivi. In parole povere, si tratta di una visione olistica: dimensione industriale e sociale in un quadro economico che intende creare sistemi che non siano solo efficienti, ma essenzialmente compatibili ambientalmente. Si tratta di un modello che non è limitato al disegno industriale e manifatturiero, ma che può essere applicato a diversi aspetti della società — come gli ambienti urbani, gli edifici, l'economia e i sistemi sociali — che complessivamente costituiscono un sistema di "sviluppo del ciclo di vita".
Nel 2002, Michael Braungart e William McDonough pubblicarono il libro intitolato Dalla culla alla culla. Come conciliare tutela dell'ambiente, equità sociale e sviluppo, un manifesto che fornisce dettagli specifici su come realizzare questo tipo di design. Il termine "Cradle to Cradle" è oggi un marchio registrato di McDonough Braungart Design Chemistry (MBDC). 
L'approccio è stato implementato da numerose aziende, organizzazioni e governi in tutto il mondo. La città di Venlo, nella provincia di Limburgo nei Paesi Bassi, è stata la prima al mondo a sperimentare il Cradle to Cradle.
Il concetto del Cradle to Cradle è stato anche oggetto di documentari, tra cui Waste = Food.